# كلاتة جعفر أباد
كلاتة جعفر أباد (بالفارسية: کلاته جعفرآباد) هي مستوطنة تقع في قسم تيتكانلو الريفي في إيران. يقدر عدد سكانها بـ 337 نسمة .